# Brad Jones (Fußballspieler)
Bradley „Brad“ Scott Jones (* 19. März 1982 in Armadale) ist ein ehemaliger australischer Fußballspieler.

## Vereinskarriere
Jones kam 2000 vom australischen Verein Bayswater City SC zum FC Middlesbrough. Er gab sein Pflichtspieldebüt für die Profimannschaft 2004 in der dritten Runde des FA Cups gegen Notts County. Bereits wenige Tage später spielte er auch zum ersten Male in der Premier League beim 2:1 gegen den FC Fulham. Zuvor war er bereits dreimal ausgeliehen worden, bei Stockport County, Rotherham United und dem FC Blackpool kam er aber nur zum Teil zu Einsätzen.
In der nächsten Spielzeit kam Jones fünfmal in der Liga für die eigentliche Nummer eins, seinen Landsmann Mark Schwarzer, zum Einsatz. Im Mai 2006 hielt Jones einen Elfmeter von Ruud van Nistelrooy im Auswärtsspiel gegen Manchester United und sicherte seiner Mannschaft so das 0:0. Es war eines seiner neun Premier-League-Partien in diesem Jahr. In der erfolgreichen UEFA-Pokal-Saison 2005/06 kam Jones in vier Partien zum Einsatz, unter anderem im Halbfinalrückspiel gegen Steaua Bukarest als seine Mannschaft nach einer 0:1-Niederlage im Hinspiel auch im Rückspiel bereits mit 0:2 hinten lag, aber das Spiel am Ende noch 4:2 gewinnen konnte. Im Finale stand allerdings der eigentliche Stammtorhüter Middlesbroughs, Schwarzer, im Tor. Im FA-Cup-Halbfinale (0:1 gegen West Ham United) wurde Jones kurz vor der Pause für Schwarzer eingewechselt.
Im August 2006 wurde Jones für drei Monate an Sheffield Wednesday verliehen. Nach einigen guten Paraden leistete er sich auch einige spielentscheidende Patzer. Der Unmut einiger Zuschauer gipfelte am 21. Oktober 2006 bei einem 3:2-Sieg über die Queens Park Rangers darin, dass er von ihnen aus dem eigenen Fanblock mit Münzen beworfen wurde. In der Rückrunde spielte Jones noch jeweils zweimal in der Premier League und im FA-Cup für Middlesbrough. Auch in der gesamten folgenden Saison kam der Australier nur zweimal zum Einsatz – im League Cup und in der Liga. Von Oktober bis März fiel er zudem wegen eines Fingerbruches aus.
Nach dem Abgang von Schwarzer zum FC Fulham wurde Jones zur Saison 2008/09 Stammtorhüter, verletzte sich aber bereits in der Frühphase der Spielzeit und wurde dadurch. Nach dem Abstieg 2009 in die Football League Championship befand sich der Linksfüßer seitdem im Konkurrenzkampf mit Danny Coyne um den Stammplatz im Tor.
Im Juli 2010 wechselte der Australier für eine Ablöse von 2,3 Millionen Pfund zum englischen Rekordmeister Liverpool, wo er einen Vertrag bis Juni 2014 besitzt. Bis zu seinem ersten Premier-League-Einsatz für Liverpool musste Jones bis zum 12. April 2012 warten, als er in der Partie gegen die Blackburn Rovers (Endstand 3:2) nach einer halben Stunde den des Feldes verwiesenen Doni im Tor ersetzte und unmittelbar darauf den von diesem verursachten Strafstoß parierte. Wenige Tage später stand er auch beim 2:1-Sieg im Halbfinale des FA Cups gegen den Lokalrivalen FC Everton im Londoner Wembley-Stadion im Startaufgebot.
Nach vielen Leihen wechselt Jones im August 2015 ablösefrei vom FC Liverpool zu Bradford City. Dort beschstreitet er 3 Spiele in der League One.
Den Jahreswechsel von 2015–2016 verbringt er vereinslos, bis er im Januar 2016 vom niederländischen Verein NEC Nijmegen unter Vertrag genommen wird.
Nach sieben Monaten wechselt der Torwart zum 16-fachen Landesmeister Feyenoord Rotterdam. Dort spielt Jones zwei Jahre in der höchsten niederländischen Spielklasse. In der UEFA-Pokal-Saison 2016/17 bestreitet er jedes Spiel. Auch in der UEFA Champions League 2017/18 steht er gegen Gegner wie SSC Neapel und Manchester City 90 Minuten im Tor.
Von Rotterdam wechselt er 2018 ablösefrei zu al-Nasr.
2021 wechselt Jones in sein Heimatland zu Perth Glory, wo er bis 2023 spielt und dort sein Karriereende bekannt gibt.

## Nationalmannschaft
Jones, der Australien bereits bei den Olympischen Spielen 2004 als Ersatztorhüter hinter Eugene Galekovic repräsentierte, wurde im Mai und Juni 2004 für die dort stattfindenden WM-Qualifikationsspiele erstmals in die australische A-Nationalmannschaft berufen, kam aber nicht zum Einsatz. Sein Länderspieldebüt gab er vier Monate später in einem Freundschaftsspiel gegen Uruguay, bei der 1:2-Niederlage leistete er sich einen Fehler, als er eine Flanke durch seine Hände rutschen ließ, die von Álvaro Recoba zum Endstand verwertet wurde. Bei der ersten Asienmeisterschaftsteilnahme Australiens im Jahr 2007 stand Jones im Aufgebot der Socceroos, wurde aber nicht eingesetzt.
Nationaltrainer Pim Verbeek berief Jones in das australische Aufgebot für die Fußball-Weltmeisterschaft 2010 in Südafrika. Kurz vor Turnierbeginn reiste er aus dem Trainingslager wieder ab, nachdem eine Krebserkrankung seines vierjährigen Sohnes bekannt wurde und sagte seine Turnierteilnahme kurze Zeit später ab. Jones stand ebenfalls im Kader für die Fußball-Weltmeisterschaft 2018 in Russland, kam aber zu keinem Einsatz.

## Erfolge
- Fußball-Ozeanienmeisterschaft-Sieger: 2003/04
- FA-Cup-Sieger: 2004, 2012
- KNVB-Pokal-Sieger: 2017/18
- Niederländischer Superpokalsieger: 2017
- Eredivisie-Meister: 2016/17
- Saudischer Meister: 2018/19
- Saudischer Superpokalsieger: 2019/20, 2020/21